# Jete
Jete es una localidad y un municipio español situado en la parte occidental de la comarca de la Costa Granadina, provincia de Granada, comunidad autónoma de Andalucía. Limita con los municipios de Los Guájares, Ítrabo, Almuñécar, Otívar y Lentegí. A nueve kilómetros del límite con la provincia de Málaga; otras localidades cercanas son Molvízar y Velilla-Taramay. Su pequeño casco urbano está al sur de la sierra de Almijara y junto a los márgenes del río Verde.

## Historia
Aunque hay constancia de asentamientos humanos en el lugar desde el Neolítico, con enterramientos en cuevas y cistas y abundante industria lítica y cerámica, el origen del actual asentamiento hay que buscarlo en época árabe, cuyos geógrafos hablaban ya desde los siglos XI y XII de "Set", "Xet" y "Yeth" —denominación que significa «orilla» o «ribera»— como una alquería perteneciente al alfoz de Almuñécar.
Jete tuvo contacto con las primeras civilizaciones que llegaron por mar a la península ibérica, como los fenicios, y tras la invasión musulmana se desarrolló gracias a ser un enclave escarpado y tener tierras fértiles. Vivió un periodo de considerable zozobra hasta la definitiva Reconquista cristiana; después sufrió las consecuencias de la Guerra de los Moriscos y su posterior derrota y expulsión, y más tarde padeció las continuas incursiones de los piratas berberiscos que obligaron a establecer baluartes defensivos. Este pueblo fue repoblado a partir de 1573 por gentes procedentes del norte peninsular.
Para escapar a las frecuentes y terribles avenidas del río Verde, el pueblo creció escalando las laderas del monte a ambos lados del barranco de la Torrontera, que lo dividía en dos, tal y como lo atestigua el Catastro del marqués de la Ensenada (1752) y el de Pascual Madoz (1846-1850). Dicho barranco continuó anegando la parte baja del pueblo, por lo que hubo de ser encauzado mediante un muro a modo de espigón que aún se conserva en la actualidad.
La economía de Jete siempre estuvo basada en la agricultura. Ya en época árabe gozaron de merecida fama sus uvas, pasas e higos, aunque tras la repoblación cristiana, la agricultura quedó un tanto abandonada. Con el tiempo volvió a recuperar la excelencia de tales productos, a los que añadió un abundante cultivo de la caña de azúcar a partir del siglo XVIII y se construye la Fábrica Trapiche (1736), la primera importante que hubo en Jete. Desde finales del siglo XIX se incrementa el cultivo de la caña debido a la ruina de las viñas tras el desastre de la filoxera, lo que conlleva la construcción de otras fábricas en el municipio a la vez que se produce una emigración de sus habitantes especialmente a Sudamérica.
Tras un período en que se alternan momentos de auge con otros de decadencia, en el último tercio del siglo XX conoció una nueva etapa de prosperidad gracias al desarrollo de la agricultura subtropical y a la atracción que representa para el turismo.

## Geografía
| Noroeste: Lentegí         | Norte: Los Guájares | Noreste: Los Guájares e Ítrabo |
| Oeste: Otívar y Almuñécar | Puntos cardinales   | Este: Ítrabo                   |
| Suroeste: Almuñécar       | Sur: Almuñécar      | Sureste: Almuñécar e Ítrabo    |

## Demografía
Jete cuenta con una población de 995 habitantes (INE 2024).
| Gráfica de evolución demográfica de Jete entre 1842 y 2021                                                          |
| |
| Población de derecho según los censos de población del INE Población de hecho según los censos de población del INE |

| Nacionalidad | Hombres | Mujeres | Total | %      | Proporción |
| ------------ | ------- | ------- | ----- | ------ | ---------- |
| Española     | 349     | 332     | 681   | 67.5 % |            |
| Extranjera   | 184     | 143     | 327   | 32.4 % |            |

## Patrimonio histórico
- Ermita de Bodíjar
- Molino de Panseca